# FLIK
FLIK er en fagforening for levnedsmiddelingeniører, levnedsmiddelkandidater, bromatologer, ernæringskandidater og andre med en tilsvarende uddannelse.
FLIK køber i dag 2007 sine medlemsydelser hos ingeniørforeningen IDA og overvejer integration med IDA.

## Ekstern henvisning
- FLIKs hjemmeside Arkiveret 27. september 2007 hos  Wayback Machine